# دانیلو دیتریچ
دانیلو دیتریچ (انگلیسی: Danilo Dittrich؛ زادهٔ ۱۵ مهٔ ۱۹۹۵) بازیکن فوتبال اهل آلمان است.
از باشگاه‌هایی که در آن بازی کرده‌است می‌توان به باشگاه فوتبال وولفسبورگ اشاره کرد.